# Simson SR1
Das SR1 ist ein Moped, das von 1955 bis 1957 vom VEB Fahrzeug- und Gerätewerk Simson in Suhl (Thüringen) produziert wurde. Der Motor wurde vom VEB Büromaschinenwerk Rheinmetall in Sömmerda gebaut. In der Bezeichnung steht das S für Suhl und das R für Rheinmetall. In zwei Jahren wurden 152.000 SR1 produziert.

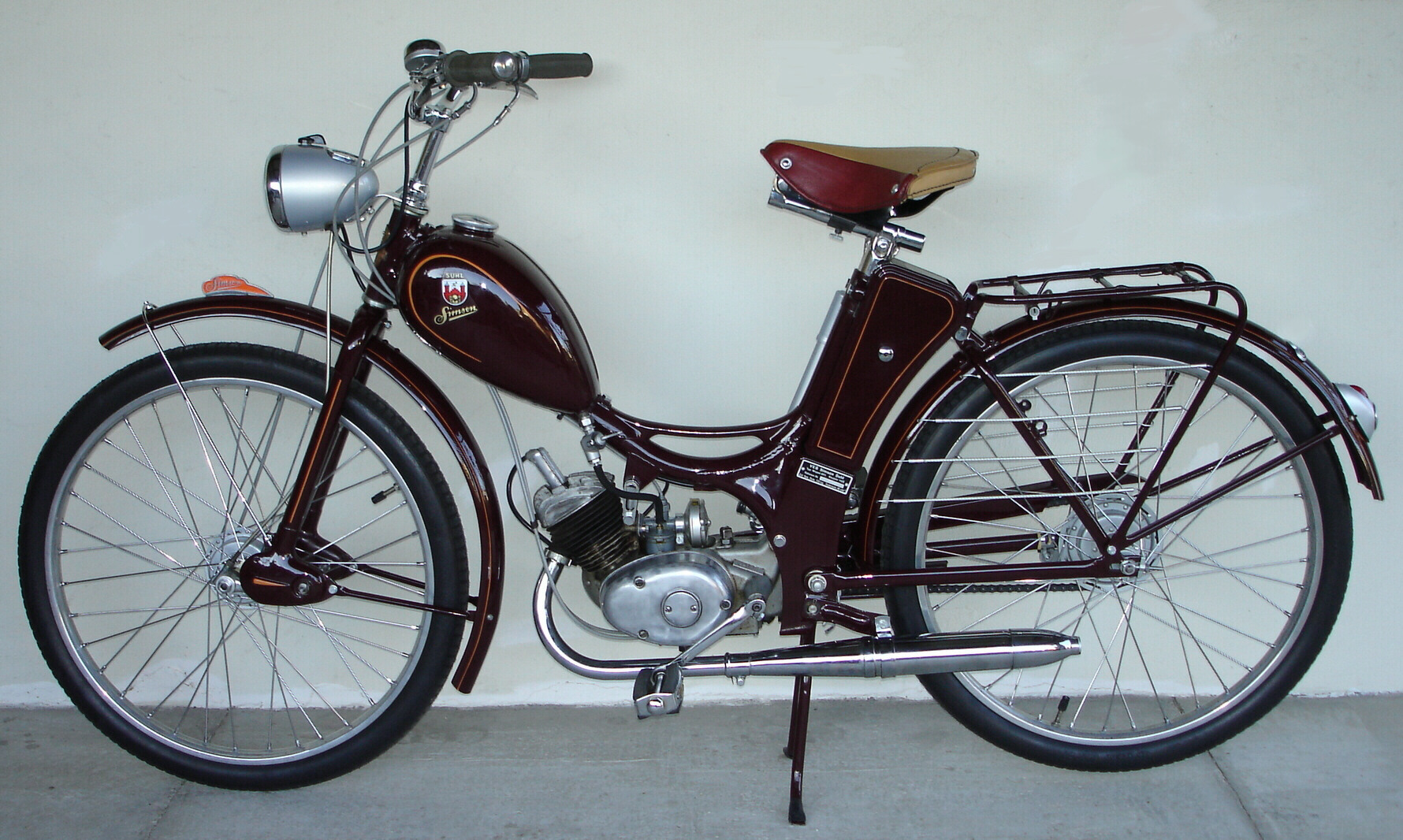
SR1 von 1955, maronfarben.

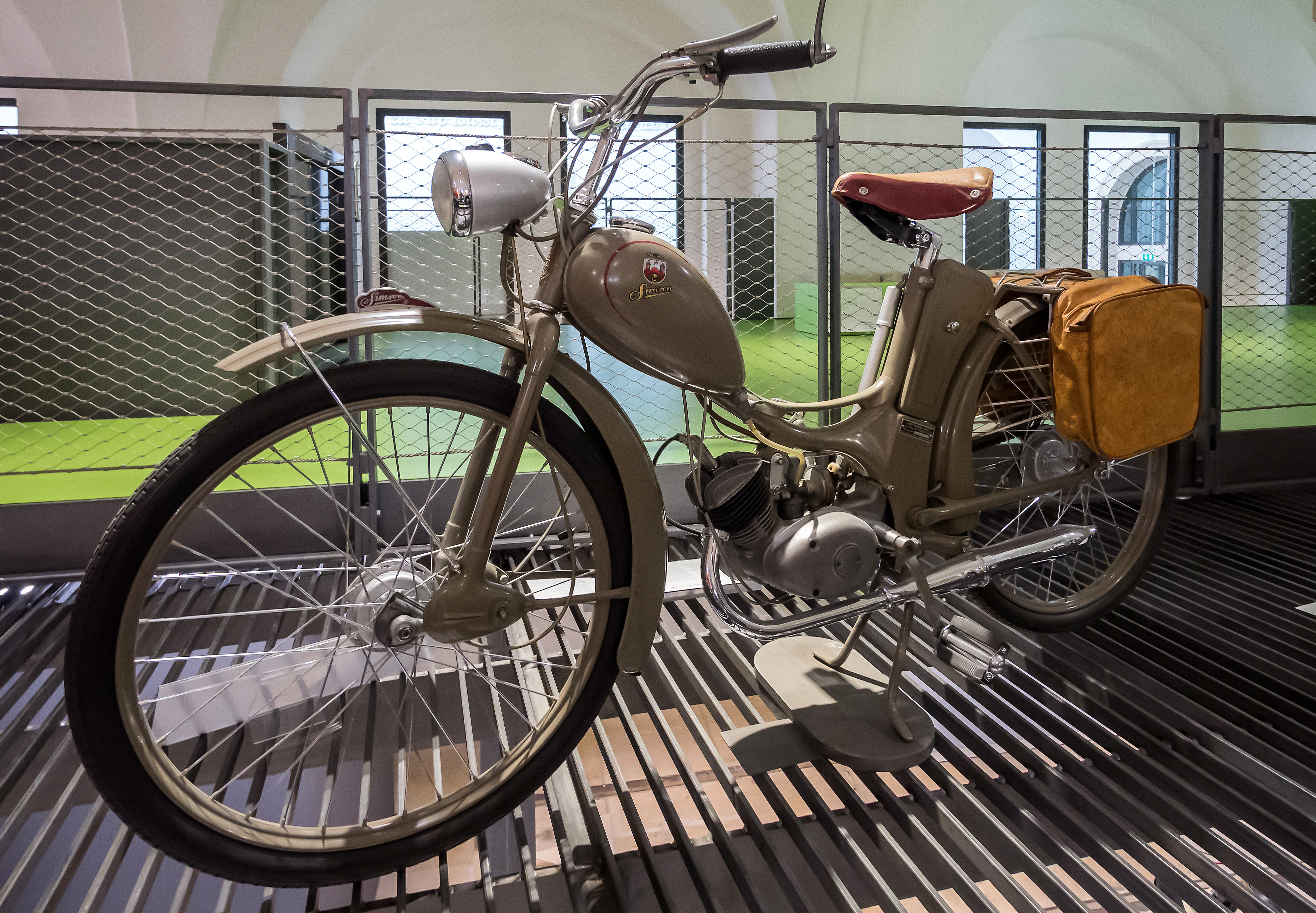
SR1 von 1956 mit überarbeiteten Schutzblechen. Packtaschen als Zubehör.

## Geschichte
Das SR1 wurde ab 1955 als erstes Moped der DDR gebaut und erfüllte die Wünsche der DDR-Bevölkerung nach einem Moped, wie es in Westdeutschland vor allem ab 1953 Verbreitung fand. Das SR1 wurde in großen Stückzahlen produziert und leitete zusammen mit den MAWs („Maffs“) die Massenmotorisierung in der DDR ein. Infolge der Mopedproduktion ging auch in der DDR das Interesse an Fahrradhilfsmotoren stark zurück, nach Erscheinen des SR1 stellten sich Absatzschwierigkeiten beim Verkauf der „Maffs“ ein. Zunächst bestand Unklarheit über Fahrerlaubnis- und Versicherungsfragen dieser neuen Fahrzeugklasse in der DDR. Zum 1. März 1956 wurde für Motorfahrräder und Mopeds im Allgemeinen eine Fahrerlaubnis- und Versicherungspflicht eingeführt.
1956 gab es einige Detailverbesserungen, von denen die Schutzblechblenden die augenscheinlichsten Veränderungen waren. Das SR1 war wahlweise mit Stahl- oder Aluminiumfelgen lieferbar. Es wurde meist in den Farben maron oder beige, ferner in lindgrün, hechtgrau und diaphanblau lackiert. 1957 wurde die Fertigung des SR1 zugunsten der Weiterentwicklung SR2 beendet.

## Eigenschaften
Bereits das erste Moped von Simson war eine robuste Konstruktion und erfreute sich in Anbetracht nicht vorhandener Konkurrenz großer Beliebtheit. Die Höchstgeschwindigkeit betrug 45 km/h und die Reichweite etwa 250 km. Sitzposition und Federungskomfort waren noch eher fahrradähnlich, ebenso wie das Äußere, was in den großen 26"-Rädern, die es wahlweise mit Stahl- oder Aluminiumfelge gab, begründet liegt. Tatsächlich konnte das SR1 mittels der Pedale auch als Fahrrad gefahren werden. Ferner war ein Mittreten zur Motorunterstützung, etwa am Berg, möglich. Zum Anwerfen des Motors musste ein Stück Rad gefahren werden. Mit seinen Abmessungen und dem geringen Gewicht war das SR1 sehr handlich. Das Ansaug- und Auspuffgeräusch wurde infolge spärlicher Geräuschdämpfung überwiegend als störend empfunden. Außerdem war der Kippständer nicht sehr haltbar. Die Werksangaben zum Kraftstoffverbrauch waren nicht ganz realistisch, im Alltagsbetrieb lag der Verbrauch eher über 2 l/100 km. Dieser im internationalen Vergleich hohe Verbrauch in Verbindung mit ungünstigen Verbrennungsabläufen im Teillastbereich wiesen den Motor des SR1 als nicht optimal ausgelegt aus.
Neben diversen Eigenkonstruktionen wurde durch den VEB Möve-Werk die Serienfertigung eines passenden Kindersitzes angestrebt, die jedoch zunächst nicht realisiert wurde, da Unklarheit über die rechtliche Lage bestand. Von Bastlern wurden SR1 mitunter sogar mit Seitenwagen ausgestattet.

## Technische Daten
| Kenngröße                     | Simson SR1                              |                               |
| ----------------------------- | --------------------------------------- | ----------------------------- |
| Motor                         | Rheinmetall-Zweitakt                    | Rheinmetall-Zweitakt          |
| Starter                       | Pedalkickstarter                        | Pedalkickstarter              |
| Kühlung                       | Fahrtwind                               | Fahrtwind                     |
| Bohrung (mm)                  | 38                                      | 38                            |
| Hub (mm)                      | 42                                      | 42                            |
| Hubraum (cm³)                 | 47,6                                    | 47,6                          |
| Verdichtung                   | 6:1                                     | 6:1                           |
| Leistung (PS/min)             | 1,5/5000                                | 1,5/5000                      |
| Getriebe                      | 2-Gang, Handschaltung                   | 2-Gang, Handschaltung         |
| Vergaser                      | BVF Zentralschwimmer-Vergaser NKJ 121-1 |                               |
| Tankinhalt (l)                | 4,5                                     | 4,5                           |
| Rahmen                        | Zentralrohr                             | Zentralrohr                   |
| Bereifung                     | 26 × 2,00                               | 26 × 2,00                     |
| Bremse vorn/hinten            | Innenbacken                             | Innenbacken                   |
| Federung vorn                 | Schwinghebel mit Gummipuffern           | Schwinghebel mit Gummipuffern |
| Federung hinten               | Schwinge mit Gummipuffern               | Schwinge mit Gummipuffern     |
| Eigengewicht (kg)             | 46                                      | 46                            |
| Höchstgeschwindigkeit (km/h)  | 45 (Werksangabe)                        | 45 (Werksangabe)              |
| Bauzeit                       | 1955–1957                               | 1955–1957                     |
| Stückzahl                     | 152 000                                 | 152 000                       |
| Zylinder                      | 1                                       | 1                             |
| Kraftstoff                    | Öl:Kraftstoff 1:25                      | Öl:Kraftstoff 1:25            |
| Verbrauch je 100 km (l)       | 1,8                                     | 1,8                           |
| zulässiges Gesamtgewicht (kg) | 145                                     | 145                           |
| Sitzplätze                    | 1                                       | 1                             |

Die elektrische Anlage bestand aus einem Schwunglichtmagnetzünder 6 V, einem Scheinwerfer 6 V 15/15 W und einem Rücklicht 3 W.